# غابي غالا
غابي غالا هو لاعب كرة قدم كندي، ولد في 29 يونيو 1989 في يولا (نيجيريا) في نيجيريا. شارك مع منتخب كندا تحت 20 سنة لكرة القدم. أما مع النوادي، فقد لعب مع نادي تورونتو.

## وصلات خارجية
- غابي غالا على موقع الدوري الأمريكي (الإنجليزية)
- غابي غالا على موقع قاعدة بيانات كرة القدم.إي يو (الإنجليزية)